# 맞벌이
맞벌이(영어: working parent)는 자녀를 둔 부부가 모두 직업을 가지고 일하는 것을 말한다. 듀크족(DEWK; Dual Employed With Kids)이라고도 한다. 
맞벌이 부부들의 아이를 낳고도 잘 살 수 있다는 자신감을 가지게 되면서 1970년대에 서구권에서 매우 늘어났다. 이들은 고학력, 고소득자이며 딩크족(자녀를 갖지 않는 맞벌이 가족)보다 소득이 적어도 집을 갖고자 하는 경향이 있다. 맞벌이 부부가 많아질수록 중산층 여성의 정치적 목소리가 커져 육아와 교육에 대한 사회적인 관심이 늘어났다. 하지만 여자는 여전히 가정에서 가사를 전담하는 경향이 있으며 육아와 가사, 그리고 직장일까지 겸하게 되어 시간부족을 크게 느끼게 된다.

## 같이 보기
- 여피
- 딩크족